# شهرستان پیرس (داکوتای شمالی)
شهرستان پیرس، داکوتای شمالی (به انگلیسی: Pierce County, North Dakota) یک سکونتگاه مسکونی در ایالات متحده آمریکا است که در داکوتای شمالی واقع شده‌است.

## خصوصیات
شهرستان پیرس ۲٬۸۰۲٫۳۸ کیلومترمربع مساحت دارد.